# Blackburnium barretti
Blackburnium barretti is een keversoort uit de familie cognackevers (Bolboceratidae). De wetenschappelijke naam van de soort werd in 1979 gepubliceerd door Henry Fuller Howden.